# Marija Bergamo
Marija Bergamo (r. Koren), slovenska muzikologinja in pedagoginja, * 28. julij 1937, Celje.
Zaslužna profesorica Marija Bergamo je bila profesorica na Oddelku za muzikologijo Filozofske fakultete Univerze v Ljubljani. Ukvarjala se je s področjem glasbene estetike in sociologije glasbe. Pred tem je nekaj let na Dunaju vodila glasbeno redakcijo založniške hiše Universal Edition.
Delovala je v Slovenskem muzikološkem društvu, v okviru katerega je med drugim uredila in pripravila več zvezkov zbirke Varia musicologica.

## Delo
Napisala je vrsto monografskih publikacij, znanstvenih in strokovnih člankov, glasbenih kritik. Prevedla je nekatera temeljna teoretična dela skladateljev Igorja Stravinskega, Ferruccia Busonija, Albana Berga, Arnolda Schönberga ...
Za svoje delo je leta 2010 prejela Mantuanijevo nagrado.